# أفضل 125 لاعب كرة قدم حي

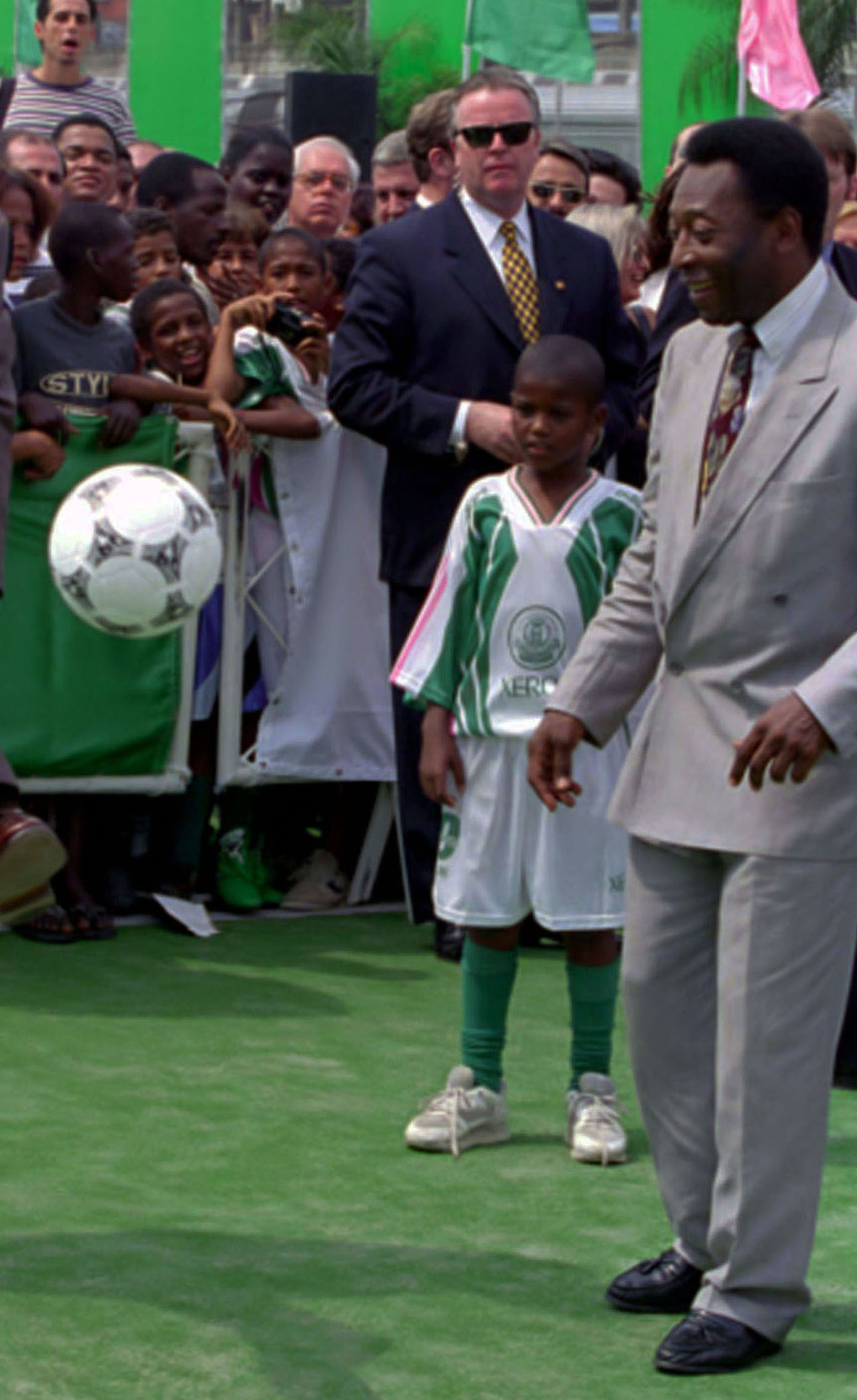
بيليه

في 4 مارس 2004، وفي احتفالية الفيفا بمرور 100 سنة على تشكيل الاتحاد الدولي لكرة القدم، اختار الاتحاد الدولي لكرة القدم 100 لاعب، وقد تم اختيار بيليه كأعظم لاعب في القرن العشرين، وقد أسندت مهمة اختيار اللاعبين إلى بيليه، ولكن بيليه واجه صعوبة في اختيار 100 لاعب، فاختار 125 لاعب، بينهم 123 رجل وامرأتين، و50 لاعب من المختارين كانوا لا زالوا يلعبون بينما 75 منهم معتزلون.
وقد طرحت العديد من التساؤلات على الفيفا عن سبب اختيار اللاعبين الأحياء وعدم اختيار لاعبين توفوا مثل بوبي مور وليف ياشين وغارينشيا، وكانت أحد الأسباب أنه يجب أن يقوم اللاعبين بالتصوير بعد اختيارهم ضمن القائمة.

## القائمة
- اللاعبون بـ * فقط، كانوا يلعبون وقت صدور القائمة.[2][3]
- اللاعبون بـ * و، ما زالوا في الملاعب حتى الآن.

| اسم اللاعب           | المركز         | تاريخ الميلاد |
| -------------------- | -------------- | ------------- |
| غابرييل باتيستوتا*   | مهاجم          | 1969-02-01    |
| هرنان كريسبو*        | مهاجم          | 1975-07-05    |
| ماريو كيمبس          | مهاجم          | 1954-07-15    |
| دييغو مارادونا       | مهاجم          | 1960-10-30    |
| دانييل باساريلا      | مدافع          | 1953-05-25    |
| خافيير سافيولا*      | مهاجم          | 1981-12-11    |
| عمر سيفوري           | مهاجم          | 1935-10-02    |
| خوان سبيستيان فيرون* | لاعب وسط       | 1975-03-09    |
| خافيير زانيتي*       | مدافع/لاعب وسط | 1973-08-10    |

| اسم اللاعب         | المركز    | تاريخ الميلاد |
| ------------------ | --------- | ------------- |
| يان كويلمانس       | لاعب وسط  | 1957-02-28    |
| جان ماري فاف       | حارس مرمى | 1953-12-04    |
| فرانكي فان در إلست | لاعب وسط  | 1961-04-30    |

| اسم اللاعب          | المركز         | تاريخ الميلاد |
| ------------------- | -------------- | ------------- |
| كارلوس ألبرتو توريس | مدافع          | 1944-07-17    |
| كافو*               | مدافع          | 1970-06-07    |
| فالكاو              | لاعب وسط       | 1953-10-16    |
| بيليه               | مهاجم          | 1940-10-23    |
| ليوفيغيلدو جونيور   | لاعب وسط       | 1954-06-29    |
| ريفالدو*            | لاعب وسط       | 1972-04-19    |
| ريفيلينو            | لاعب وسط       | 1946-01-01    |
| روبرتو كارلوس*      | مدافع          | 1973-04-10    |
| روماريو*            | مهاجم          | 1966-01-29    |
| رونالدينو*          | لاعب وسط/مهاجم | 1980-03-21    |
| رونالدو*            | مهاجم          | 1976-09-18    |
| جيلما سانتوس        | مدافع          | 1929-02-27    |
| نيلتون سانتوس       | مدافع          | 1927-05-16    |
| سقراط               | لاعب وسط       | 1954-02-19    |
| زيكو                | لاعب وسط/مهاجم | 1953-03-03    |

| اسم اللاعب      | المركز | تاريخ الميلاد | الأندية التي لعب لها                                                                 |
| --------------- | ------ | ------------- | ------------------------------------------------------------------------------------ |
| هريستو ستويشكوف | مهاجم  | 1966-02-08    | سيسكا صوفيا، برشلونة، بارما، النصر السعودي، كاشيوا ريسول، شيكاغو فاير، دي سي يونايتد |

| اسم اللاعب | المركز | تاريخ الميلاد |
| ---------- | ------ | ------------- |
| روجيه ميلا | مهاجم  | 1952-05-20    |

| اسم اللاعب     | المركز | تاريخ الميلاد |
| -------------- | ------ | ------------- |
| إلياس فيغيروا  | مدافع  | 1946-10-25    |
| إيفان زامورانو | مهاجم  | 1967-01-18    |

| اسم اللاعب       | المركز   | تاريخ الميلاد |
| ---------------- | -------- | ------------- |
| كارلوس فالديراما | لاعب وسط | 1961-09-02    |

| اسم اللاعب | المركز | تاريخ الميلاد |
| ---------- | ------ | ------------- |
| دافور سوكر | مهاجم  | 1968-01-01    |

| اسم اللاعب    | المركز   | تاريخ الميلاد |
| ------------- | -------- | ------------- |
| جوسيف ماسوبست | لاعب وسط | 1931-02-09    |
| بافيل نيدفيد* | لاعب وسط | 1972-08-30    |

| اسم اللاعب    | المركز    | تاريخ الميلاد |
| ------------- | --------- | ------------- |
| براين لاودروب | مهاجم     | 1969-02-22    |
| مايكل لاودروب | لاعب وسط  | 1964-06-15    |
| بيتر شمايكل   | حارس مرمى | 1963-11-18    |

| اسم اللاعب    | المركز    | تاريخ الميلاد |
| ------------- | --------- | ------------- |
| غوردون بانكس  | حارس مرمى | 1937-12-30    |
| ديفيد بيكهام* | لاعب وسط  | 1975-05-02    |
| بوبي تشارلتون | لاعب وسط  | 1937-10-11    |
| كيفن كيغان    | مهاجم     | 1951-02-14    |
| غاري لينيكر   | مهاجم     | 1960-11-30    |
| مايكل أوين*   | مهاجم     | 1979-12-14    |
| آلان شيرر*    | مهاجم     | 1970-08-13    |

| اسم اللاعب       | المركز   | تاريخ الميلاد |
| ---------------- | -------- | ------------- |
| ايريك كانتونا    | مهاجم    | 1966-05-24    |
| مارسيل ديساييه*  | مدافع    | 1968-09-07    |
| ديدييه ديشامب    | لاعب وسط | 1968-10-15    |
| جاست فونتين      | مهاجم    | 1933-08-18    |
| تيري هنري*       | مهاجم    | 1977-08-17    |
| ريموند كوبا      | لاعب وسط | 1931-10-31    |
| بابين            | مهاجم    | 1963-11-05    |
| روبير بيريس*     | مهاجم    | 1973-10-29    |
| ميشيل بلاتيني    | لاعب وسط | 1955-06-21    |
| ليليان تورام*    | مدافع    | 1972-01-01    |
| ماريوس تريسور    | مدافع    | 1950-01-15    |
| ديفيد تريزيغيه*  | مهاجم    | 1977-10-15    |
| باتريك فييرا*    | لاعب وسط | 1976-06-23    |
| زين الدين زيدان* | لاعب وسط | 1972-06-23    |

| اسم اللاعب     | المركز    | تاريخ الميلاد |
| -------------- | --------- | ------------- |
| مايكل بالاك*   | لاعب وسط  | 1976-09-26    |
| فرانز بكنباور  | SW        | 1945-09-11    |
| بول بريتنر     | لاعب وسط  | 1951-09-05    |
| أوليفر كان     | حارس مرمى | 1969-06-15    |
| يورغن كلينسمان | مهاجم     | 1964-07-30    |
| سيب ماير       | حارس مرمى | 1944-02-28    |
| لوثار ماثيوس   | لاعب وسط  | 1961-03-21    |
| جيرد مولر      | مهاجم     | 1945-11-03    |
| كارل رومينيغه  | مهاجم     | 1955-09-25    |
| أوي سيلر       | مهاجم     | 1936-11-05    |

| اسم اللاعب  | المركز | تاريخ الميلاد |
| ----------- | ------ | ------------- |
| عبيدي بيليه | مهاجم  | 1964-11-05    |

| اسم اللاعب | المركز | تاريخ الميلاد |
| ---------- | ------ | ------------- |
| بوشكاش     | مهاجم  | 1927-04-02    |

| اسم اللاعب | المركز   | تاريخ الميلاد |
| ---------- | -------- | ------------- |
| روي كين*   | لاعب وسط | 1971-08-10    |

| اسم اللاعب         | المركز    | تاريخ الميلاد |
| ------------------ | --------- | ------------- |
| روبيرتو بادجو*     | مهاجم     | 1967-02-18    |
| فرانكو باريزي      | مدافع     | 1960-05-08    |
| جوزيبي بيرغومي     | مدافع     | 1963-12-22    |
| جامبييرو بونيبيرتي | مهاجم     | 1928-07-04    |
| جانلويجي بوفون*    | حارس مرمى | 1978-01-28    |
| ألساندرو دل بييرو* | مهاجم     | 1974-11-09    |
| جاشينتو فاكيتي     | مدافع     | 1942-07-18    |
| باولو مالديني*     | مدافع     | 1968-06-26    |
| ألساندرو نيستا*    | مدافع     | 1976-03-19    |
| جاني ريفيرا        | لاعب وسط  | 1943-08-18    |
| باولو روسي         | مهاجم     | 1956-09-23    |
| فرانشيسكو توتي*    | مهاجم     | 1976-09-27    |
| كريستيان فييري*    | مهاجم     | 1973-07-12    |
| دينو زوف           | حارس مرمى | 1942-02-28    |

| اسم اللاعب       | المركز   | تاريخ الميلاد |
| ---------------- | -------- | ------------- |
| هيديتوشي ناكاتا* | لاعب وسط | 1977-01-22    |

| اسم اللاعب     | المركز | تاريخ الميلاد |
| -------------- | ------ | ------------- |
| هونغ ميونغ بو* | مدافع  | 1969-02-12    |

| اسم اللاعب | المركز | تاريخ الميلاد |
| ---------- | ------ | ------------- |
| جورج ويا   | مهاجم  | 1966-10-01    |

| اسم اللاعب  | المركز | تاريخ الميلاد |
| ----------- | ------ | ------------- |
| هوغو سانشيز | مهاجم  | 1958-07-11    |

| اسم اللاعب        | المركز   | تاريخ الميلاد |
| ----------------- | -------- | ------------- |
| ماركو فان باستن   | مهاجم    | 1964-10-31    |
| دينيس بيركامب*    | مهاجم    | 1969-05-10    |
| يوهان كرويف       | مهاجم    | 1947-04-25    |
| إدغار ديفيدز*     | لاعب وسط | 1973-03-13    |
| رود خوليت         | لاعب وسط | 1962-09-01    |
| ريني فان دي كركوف | لاعب وسط | 1951-09-16    |
| ويلي فان دي كركوف | لاعب وسط | 1951-09-16    |
| باتريك كلايفرت*   | مهاجم    | 1976-07-01    |
| يوهان نيسكينز     | لاعب وسط | 1951-09-15    |
| رود فان نيستلروي* | مهاجم    | 1976-07-01    |
| روب رينسينبرينك   | مهاجم    | 1947-07-03    |
| فرانك ريكارد      | لاعب وسط | 1962-09-30    |
| كلارنس سيدورف*    | لاعب وسط | 1976-04-01    |

| اسم اللاعب      | المركز   | تاريخ الميلاد |
| --------------- | -------- | ------------- |
| جاي جاي أوكوشا* | لاعب وسط | 1973-08-14    |

| اسم اللاعب | المركز   | تاريخ الميلاد |
| ---------- | -------- | ------------- |
| جورج بست   | لاعب وسط | 1946-05-22    |

| اسم اللاعب | المركز | تاريخ الميلاد |
| ---------- | ------ | ------------- |
| روميريتو   | مهاجم  | 1960-08-28    |

| اسم اللاعب     | المركز | تاريخ الميلاد |
| -------------- | ------ | ------------- |
| توفيلو كوبيلاس | مهاجم  | 1949-03-08    |

| اسم اللاعب    | المركز   | تاريخ الميلاد |
| ------------- | -------- | ------------- |
| زبيغنيو بونيك | لاعب وسط | 1956-03-03    |

| اسم اللاعب | المركز   | تاريخ الميلاد |
| ---------- | -------- | ------------- |
| أوزيبيو    | مهاجم    | 1942-01-25    |
| لويس فيغو* | لاعب وسط | 1972-11-04    |
| روي كوستا* | لاعب وسط | 1972-03-29    |

| اسم اللاعب | المركز   | تاريخ الميلاد |
| ---------- | -------- | ------------- |
| جورجي هاجي | لاعب وسط | 1965-02-05    |

| اسم اللاعب    | المركز    | تاريخ الميلاد |
| ------------- | --------- | ------------- |
| رينات داساييف | حارس مرمى | 1957-06-13    |

| اسم اللاعب   | المركز | تاريخ الميلاد |
| ------------ | ------ | ------------- |
| كيني دالغليش | مهاجم  | 1951-03-04    |

| اسم اللاعب  | المركز | تاريخ الميلاد |
| ----------- | ------ | ------------- |
| الحجي ضيوف* | مهاجم  | 1981-01-15    |

| اسم اللاعب         | المركز   | تاريخ الميلاد |
| ------------------ | -------- | ------------- |
| إيميليو بوتراغينيو | مهاجم    | 1963-07-22    |
| لويس إنريكي*       | لاعب وسط | 1970-05-08    |
| راؤول*             | مهاجم    | 1977-06-27    |

| اسم اللاعب       | المركز    | تاريخ الميلاد |
| ---------------- | --------- | ------------- |
| رشدي رتشبر*      | حارس مرمى | 1973-05-10    |
| إيمري بيلوزوغلو* | لاعب وسط  | 1980-07-09    |

| اسم اللاعب       | المركز | تاريخ الميلاد |
| ---------------- | ------ | ------------- |
| أندريه شيفشينكو* | مهاجم  | 1976-09-29    |

| اسم اللاعب  | المركز         | تاريخ الميلاد |
| ----------- | -------------- | ------------- |
| ميتشيل أكرس | لاعب وسط/مهاجم | 1966-02-01    |
| ميا هام*    | مهاجم          | 1972-03-17    |

| اسم اللاعب       | المركز | تاريخ الميلاد |
| ---------------- | ------ | ------------- |
| إنزو فرانسيسكولي | مهاجم  | 1961-11-12    |